# Lijst van nummer 1-hits in de Nederlandse Single Top 100 in 1995
Deze hits stonden in 1995 op nummer 1 in de Mega Top 50, de voorloper van de huidige Nederlandse Single Top 100.
| Nummer | Datum        | Artiest                     | Titel                            |
| ------ | ------------ | --------------------------- | -------------------------------- |
| 408    | 7 januari    | Hermes House Band           | I will survive (La la la)        |
| 409    | 14 januari   | Marco Borsato               | Waarom nou jij                   |
| 410    | 21 januari   | Irene Moors & De Smurfen    | No limit                         |
|        | 28 januari   | Irene Moors & De Smurfen    | No limit                         |
|        | 4 februari   | Irene Moors & De Smurfen    | No limit                         |
|        | 11 februari  | Irene Moors & De Smurfen    | No limit                         |
|        | 18 februari  | Irene Moors & De Smurfen    | No limit                         |
|        | 25 februari  | Irene Moors & De Smurfen    | No limit                         |
|        | 4 maart      | Irene Moors & De Smurfen    | No limit                         |
| 411    | 11 maart     | Gompie                      | Alice, who the X is Alice?       |
|        | 18 maart     | Gompie                      | Alice, who the X is Alice?       |
|        | 25 maart     | Gompie                      | Alice, who the X is Alice?       |
|        | 1 april      | Gompie                      | Alice, who the X is Alice?       |
| 412    | 8 april      | Céline Dion                 | Think Twice                      |
|        | 15 april     | Céline Dion                 | Think Twice                      |
|        | 22 april     | Céline Dion                 | Think Twice                      |
|        | 29 april     | Céline Dion                 | Think Twice                      |
| 413    | 6 mei        | Vangelis                    | Conquest of paradise             |
|        | 13 mei       | Vangelis                    | Conquest of paradise             |
|        | 20 mei       | Vangelis                    | Conquest of paradise             |
|        | 27 mei       | Vangelis                    | Conquest of paradise             |
|        | 3 juni       | Vangelis                    | Conquest of paradise             |
|        | 10 juni      | Vangelis                    | Conquest of paradise             |
|        | 17 juni      | Vangelis                    | Conquest of paradise             |
|        | 24 juni      | Vangelis                    | Conquest of paradise             |
|        | 1 juli       | Vangelis                    | Conquest of paradise             |
| 414    | 8 juli       | Technohead                  | I wanna be a hippy               |
|        | 15 juli      | Technohead                  | I wanna be a hippy               |
|        | 22 juli      | Technohead                  | I wanna be a hippy               |
|        | 29 juli      | Technohead                  | I wanna be a hippy               |
| 415    | 5 augustus   | Clouseau                    | Passie                           |
| 416    | 12 augustus  | Guus Meeuwis & Vagant       | Het is een nacht... (Levensecht) |
|        | 19 augustus  | Guus Meeuwis & Vagant       | Het is een nacht... (Levensecht) |
|        | 26 augustus  | Guus Meeuwis & Vagant       | Het is een nacht... (Levensecht) |
|        | 2 september  | Guus Meeuwis & Vagant       | Het is een nacht... (Levensecht) |
|        | 9 september  | Guus Meeuwis & Vagant       | Het is een nacht... (Levensecht) |
|        | 16 september | Guus Meeuwis & Vagant       | Het is een nacht... (Levensecht) |
| 417    | 23 september | Höllenboer                  | Het busje komt zo                |
|        | 30 september | Höllenboer                  | Het busje komt zo                |
|        | 7 oktober    | Höllenboer                  | Het busje komt zo                |
|        | 14 oktober   | Höllenboer                  | Het busje komt zo                |
| 416    | 21 oktober   | Guus Meeuwis & Vagant       | Het is een nacht... (Levensecht) |
|        | 28 oktober   | Guus Meeuwis & Vagant       | Het is een nacht... (Levensecht) |
| 418    | 4 november   | Coolio & L.V.               | Gangsta's paradise               |
|        | 11 november  | Coolio & L.V.               | Gangsta's paradise               |
|        | 18 november  | Coolio & L.V.               | Gangsta's paradise               |
|        | 25 november  | Coolio & L.V.               | Gangsta's paradise               |
|        | 2 december   | Coolio & L.V.               | Gangsta's paradise               |
|        | 9 december   | Coolio & L.V.               | Gangsta's paradise               |
| 419    | 16 december  | Linda, Roos & Jessica       | Ademnood                         |
|        | 23 december  | Linda, Roos & Jessica       | Ademnood                         |
|        | 30 december  | Geen Mega Top 50 verschenen | Geen Mega Top 50 verschenen      |